# 棋士・藤井聡太の将棋トレーニング
『棋士・藤井聡太の将棋トレーニング』（きし・ふじいそうたのしょうぎトレーニング）は、株式会社ゲームスタジオが開発し2020年3月5日に発売したNintendo Switch用コンピュータ将棋ソフト。略称は「将トレ」。キャッチコピーは「キミをみちびく「やさしい本格派」」。

## 概要
棋士の藤井聡太が監修を務めたソフトで、日本将棋連盟が公認している。歴代の将棋ソフトでは数々の棋士が監修を務めてきたが、その中でも藤井は本作発売時点で最年少（17歳）とみられる。また、本作発売当時、藤井はまだタイトルを獲得しておらず、無冠の棋士が将棋ソフトを監修するということも珍しい。
本作は一般的な将棋ソフトのようにAIの強さを売りにしたものではなく、将棋初心者の上達に主眼が当てられている。ゲームスタジオ代表取締役の福田尚弘は、当時の将棋ソフトは中級から上級者向けがメインで初心者用のものがないということが開発のきっかけと語り、優しいイメージを持つ藤井に初心者を導くガイド役をお願いしたとしている。また、その藤井からは低難易度での「（意図的な）AIの弱さ」についてのアドバイスを受け、例えば「王将を逃がすことばかりに意識がいく」など初心者がやりがちなミスをあえてするようなAIが難易度ごとに反映されている。このほか、対局後の棋譜の添削や対局でのミスを踏まえた練習問題の自動生成といった学習要素の充実が図られている。
本作のAIはマイナビ出版の将棋ソフト『激指』をベースにして調整を行っている。本作の中のCPU（コンピュータ）およびプレイヤーの実力を示す段級位は20級から4段に分かれており、20級から5級は初心者向けの調整、4級以上は有段者が納得できるような調整としている。

## 収録モード
対局
練習対局
CPUとの対局、またはプレイヤー同士の対局を行う。
CPU側の強さや得意な戦法、駒落ち、プレイヤー側の持ち時間や秒読みの秒数などを任意に設定することができる。
レーティング戦
CPUとの対局を行う。CPUの強さはプレイヤーの実力に合わせて自動的に選択される（任意の強さを選ぶことも可能）。
対局結果に応じてプレイヤーのポイントが増減し、規定値に達すると昇級・昇段する。なお、一度上がった段級位は、ポイントがなくなっても降級・降段することはない。
ストーリー
藤井から勧められるアプリ「将棋プラネット」の中の世界を舞台に物語が展開するモード。藤井や他のキャラクターたちとのやり取りを通じて、駒の動かし方や対局の進め方などの基本を学ぶことができる。
「ウェルカムタウン」「オ・ゴマ遺跡」「センポー国」「S81銀河」の4つの「ワールド」にそれぞれ複数の「エリア」がある。各エリアのマップはすごろくのような形式で、以下の種類のマスが並んでいる。
- アドベンチャー - キャラクターとの会話が行われる。
- ドリル - 問題が連続で出題され、規定数以上正解すればステージクリアとなる。難易度の高い問題には「激ムズ」または「鬼ムズ」の表記がある。
- 対局 - CPUとの対局を行う。相手を詰み状態にするか、画面左下に表示されるミッション（特殊条件）を達成することでステージクリアとなる。

また、マップ上には以下のマークが表示されている。
- 宝箱マーク - このマークがあるステージをクリアすると「将棋アイテム」（ストーリーモード以外の対局時に、将棋盤、駒台、駒、背景をカスタマイズできるアイテム）などをもらえる。
- BOSSマーク - このマークがあるステージをクリアすると次のエリアに進むことができる。
- 通せんぼマーク - このマークに書かれている級位がプレイヤーの級位よりも上の場合、マークの先に進めない。

このモードを進めていくことで他のモードが順次解禁される。また、進行度合いに応じて級位が最大で10級まで上昇する。
検討
棋譜検討
レーティング戦の対局時に自動的に記録された棋譜や後述の「棋譜入力」で入力した棋譜をもとに様々な分析を行うことができる。棋譜は最大100件まで保存され、これを超えると古いものから順次削除される。特定の棋譜を削除されないようにするお気に入りタグを80件まで登録可能。
棋譜を選択すると、指し手ごとの良し悪しを数値化した評価値の折れ線グラフが表示され、一部の指し手には、好手（有利に働いた指し手）、悪手（不利を招いた指し手）、疑問手（悪手ほどではないが思わしくない指し手）、敗着（敗北の原因となった悪手）、聡太先生のコメントあり（指し手に関するコメントを表示）のアイコンがついている。
このほか、特定の指し手の盤面から作成された問題を解く「問題に挑戦」、棋譜の添削を行う「聡太先生の添削」、特定の指し手に代わる手をAIが勧める機能などもある。
棋譜入力
対局画面から任意の棋譜を入力できる。
AI分析
棋風分析
レーティング戦の戦績や各種データをもとに得意な戦法や指し手の傾向などの分析が行われ、プレイヤーの棋風を知ることができる。
今日の戦法
おみくじの運勢とともに1つの戦法が紹介され、詳細を学ぶことができる。1日1回選択できる。
トレーニング
チャレンジ
ストーリーモードの宝箱や後述のショップで手に入る「ブック」を選択し、練習問題に取り組むことができる。
2020年の藤井のタイトル獲得を記念した「記念ブック」として、第91期棋聖戦での渡辺明棋聖との五番勝負を題材にした「初戴冠への道」が9月29日に、第61期王位戦での木村一基王位との七番勝負を題材にした「二冠獲得への道」が11月17日に配信された。
また、藤井や他の棋士たちが作成した詰将棋問題集「名将たちの詰め将棋」の全10弾が2020年12月3日から2021年9月7日にかけて毎月配信された。当初は全7弾の予定だったが、好評を受けて第10弾までの延長が決定した。
聡太レッスン
プレイヤーの段級位に応じた問題や、保存されている棋譜から自動生成されるオリジナル問題が出題される。
一覧に並んでいる問題は一定時間経過により消え、新たに補充される。
ショップ
レーティング戦、将棋プラネット、今日の戦法、聡太レッスンで手に入る「将棋コイン」を支払い、ブック、将棋アイテム、BGM（練習対局とレーティング戦で任意に設定できる音楽）を購入できる。

## 反響
発売前の時期に本作の情報が公開された際、ストーリーモードの画像で実写の藤井がプレイヤーに向けて気さくな言葉で話しかけてくる様子や、藤井の周囲にある会話ウィンドウでポップな字幕が用いられていることから、ネット上では、藤井を攻略する乙女ゲームのようだと話題になった。ゲームスタジオの開発チームではそうした反応を嬉しい気持ちで見ているといい、ディレクターの栗田優輔は、藤井を身近な存在として登場させたいという思いから会話のキャッチボールの要素を入れたものでノベルゲームを参考にした部分はあると語っている。
こうしたこともあってか、発売後には、ゲームスタジオが想定していた子供層だけでなくその母親の間でも人気が広がっている。